# Diacitró

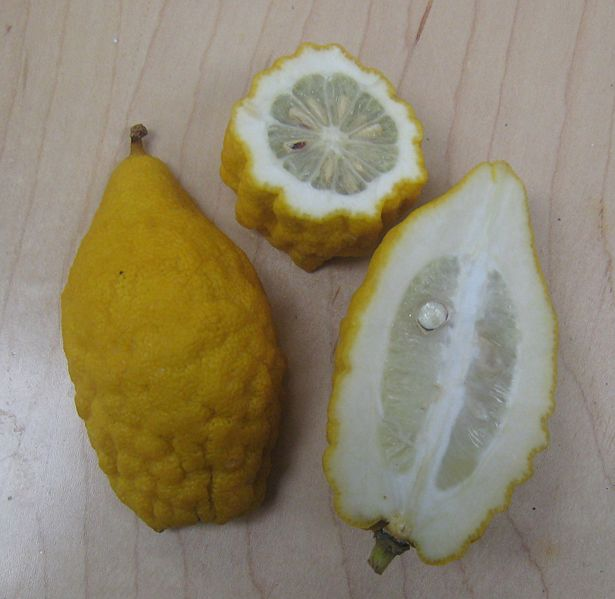
Un poncem (Citrus medica) abans de ser confitat

El diacitró és un dolç castellà que havia estat molt popular al llarg dels segles XV i XVI, elaborat a base de poncem confitat. L'escorça de la poncem confitada es parteix en rodanxes; com a dolç se'n té notícia literària per haver estat l'esmorzar de Calisto a l'obra La Celestina.
És similar al calabazate, un dolç d'origen murcià que, com aquest, era confitat com a mitjà de conserva als rebosts. La seva elaboració està íntimament unida al cultiu de la poncem i de la canya de sucre. De la popularitat d'aquest dolç a la Casa Reial de Castella se'n poden trobar anotacions de Francisco Martínez Montiño.